# Northern Arizona Suns 2018-2019
La stagione 2018-19 dei Northern Arizona Suns fu la 13ª nella NBA D-League per la franchigia.
I Northern Arizona Suns arrivarono terzi nella Pacific Division con un record di 12-38, non qualificandosi per i play-off.

## Roster
| N° | Naz.                   | Ruolo | Sportivo          | Anno | Alt. | Peso |
| -- | ---------------------- | ----- | ----------------- | ---- | ---- | ---- |
| 0  | Stati Uniti (bandiera) | G     | Daniel Dixon      | 1994 | 198  | 95   |
| 1  | Stati Uniti (bandiera) | G     | A.J. Mosby        | 1996 | 191  | 73   |
| 2  | Francia (bandiera)     | G     | Élie Okobo        | 1996 | 188  | 86   |
| 3  | Stati Uniti (bandiera) | G     | Daxter Miles      | 1995 | 191  | 84   |
| 5  | Stati Uniti (bandiera) | A     | Khadeem Lattin    | 1995 | 206  | 94   |
| 5  | Stati Uniti (bandiera) | A     | LaQuinton Ross    | 1991 | 203  | 100  |
| 8  | Stati Uniti (bandiera) | A     | George King       | 1994 | 198  | 99   |
| 10 | Stati Uniti (bandiera) | G     | Tyrell Corbin     | 1992 | 185  | 84   |
| 10 | Stati Uniti (bandiera) | G     | ShawnDre' Jones   | 1994 | 183  | 77   |
| 11 | Stati Uniti (bandiera) | A     | Derek Cooke       | 1991 | 206  | 100  |
| 14 | Sudan (bandiera)       | GA    | Peter Jok         | 1994 | 198  | 91   |
| 15 | Stati Uniti (bandiera) | G     | Trayvon Palmer    | 1994 | 198  | 84   |
| 21 | Stati Uniti (bandiera) | C     | Aaron Epps        | 1996 | 208  | 100  |
| 22 | Stati Uniti (bandiera) | G     | De'Anthony Melton | 1998 | 193  | 91   |
| 30 | Stati Uniti (bandiera) | G     | Jawun Evans       | 1996 | 183  | 86   |
| 32 | Belgio (bandiera)      | G     | Retin Obasohan    | 1993 | 185  | 95   |
| 34 | Stati Uniti (bandiera) | A     | Hollis Thompson   | 1991 | 203  | 93   |
| 44 | Stati Uniti (bandiera) | C     | Eric Stuteville   | 1995 | 211  | 111  |

## Staff tecnico
- Allenatore: Bret Burchard
- Vice-allenatori: James Andrisevic, Damany Hendrix, Perry Huang
- Preparatore atletico: Michelle Ruan
- Preparatore fisico: Jonathan Mak